# ヴェーロ・ヴェロネーゼ
ヴェーロ・ヴェロネーゼ（伊: Velo Veronese）は、イタリア共和国ヴェネト州ヴェローナ県にある、人口約800人の基礎自治体（コムーネ）。

## 地理

### 位置・広がり

#### 隣接コムーネ
隣接するコムーネは以下の通り。
- バディーア・カラヴェーナ
- ロヴェレー・ヴェロネーゼ
- サン・マウロ・ディ・サリーネ
- セルヴァ・ディ・プローニョ

### 気候分類・地震分類
気候分類では、zona F, 4059 GGに分類される。
また、イタリアの地震リスク階級 (it) では、zona 2 (sismicità media) に分類される。